# Pseudodiploexochus leleupi
Pseudodiploexochus leleupi är en kräftdjursart som först beskrevs av Albert Vandel1977.  Pseudodiploexochus leleupi ingår i släktet Pseudodiploexochus och familjen Armadillidae. Inga underarter finns listade i Catalogue of Life.